# 異世界一擊殺姊姊 ～姊姊同伴的異世界生活開始了～
《異世界一擊殺姊姊 ～姊姊同伴的異世界生活開始了～》是日本作家創作的輕小說系列，於成為小說家吧上連載。改編漫畫由漫畫家田口健二繪畫，2020年3月6日起在小學館旗下的網上漫畫平台SundayWebry連載；同年10月2日起在網站裏Sunday和漫畫應用程式MangaONE連載。
本作尚未出版過實體版小說。
2022年3月11日，宣佈改編為電視動畫。8月10日，宣佈電視動畫定於2023年首播。

## 角色列表

### 主要角色
軍場朝陽（聲：榊原優希）
本作主角，15歲。職業為「戰士」。以現實世界的事故為契機穿越到異世界的高中生，想用天生的遊戲知識和異世界知識謳歌新的人生，但是他的基礎能力實在是太弱了。雖然目前暫時是被冒險者公會評價為「獸人級」冒險者，但實際負責戰鬥的人是真夜。
軍場真夜（聲：白石晴香）
本作女主角之一，朝陽的姐姐，巨乳，17歲。三圍是92-58-??。職業為「魔法師」。本作戰力的天花板。重度弟控，十分溺愛弟弟朝陽，對於欺負弟弟的事物都不會手下留情。同樣穿越到了這個世界，而且其身上的能力是異世界最強（能力素質高到無法正確顯示）。因為攻擊力異常驚人，通常都是在一擊的狀態下就將對手消滅。
姬爾瑪莉亞（聲：小清水亞美）
本作女主角之一，魔王六大將之一，巨乳，稱號為「敗壞」。職業為「魔王六將」。典型的戰鬥狂，個性十分好戰，單論戰鬥實力應該有前三位，甚至連身為同伴的魔族也是戰鬥對象。曾以壓倒性實力擊敗齊格弗利德一行。在森林中陰錯陽差拯救了被熊王襲擊的朝陽，之後與軍場真夜交戰卻敗於對方手下。戰敗後把擊敗自己的真夜視為宿敵。因為覺得人類很有趣，所以時常待在軍場姊弟身邊，同時也被朝陽視作第二位姐姐，喜歡喝酒品嘗美食，但非常的缺乏人類世界的生活常識。雖然自稱沒有讀心術的能力，但卻往往能看穿軍場朝陽當下的想法。
小時候由於擁有過於強大的魔力而被父母拋棄，之後被前魔王六大將之一的阿耆尼拾獲成為奴隸戰士，長大後殺死了阿耆尼取代其魔王六大將之一的地位。
結局穿越到地球，成為了朝陽所就讀的高中的保健老師。

### 冒險者
蘇菲（聲：和氣杏未）
本作女主角之一，15歲，職業是「牧師」。個性平時大方可愛，但生氣時將會變得腹黑毒舌。特徵是銀色頭髮。
原漆黑旅團的一員，在暈迷即將要被食人植物吞入之際被軍場朝陽姊弟所救。被救了之後，隔日在餐廳遇到軍場姊弟正在用餐，提出與軍場姊弟一同結伴同行的要求，並稱呼軍場朝陽為勇者大人。
隨後在冒險者公會與漆黑旅團起了爭執，被旅團的人批評為最沒用的成員，但最後反過來被蘇菲以腹黑毒舌的語氣訓斥旅團成員一番之後，隔日漆黑旅團氣不過上門找軍場姊弟的碴，最終被軍場姊弟擊退，自此脫離了漆黑旅團。
本身是麻煩製造者但不自覺，所以其實沒有人願意跟她組團，最後被軍場姊弟收留。
葛洛莉亞·布里加戴恩（聲：德井青空）
本作女主角之一，冒險者等級為「魔像」級的少女，16歲。職業為「聖騎士」。平時會跟自家女僕久遠一同行動。
說話的時候會盡可能的保持優雅形象。
戰鬥時使用的是雙手大劍，雖然看起來很重，但她本人可以輕鬆揮舞。
因為懷疑軍場朝陽的冒險者等級是私自偽造的，因此向朝陽發出決鬥邀請，隨後在決鬥中因為中了軍場朝陽的光屬性魔法閃光敗北，而朝陽在決鬥中一次也沒有成功的攻擊到葛洛莉亞，葛洛莉亞詢問朝陽原因的時候，對於朝陽留下了一句「我不會對女孩子揮刀的」而臉紅且戰意全失，因此對朝陽有了愛意。
試圖用約會讓朝陽明白她的心意，卻每次都因為自身的怪力而出現奇怪的迷惑行為給旁人帶來困擾，但朝陽本人對她的感情非常遲鈍，完全沒有察覺到葛洛莉亞對他的好感。
其實真身是一位千金大小姐，但不喜歡過著籠中鳥般的生活，而選擇出門當冒險者。管家賽巴斯欽與隨身女僕久遠並不支持她這樣做，但她仍執意為之，甚至於管家賽巴斯欽極力阻止都沒有用。最後帶著久遠一起逃跑到另外一處布里加戴恩家中的別墅定居。
久遠（聲：小原好美）
侍奉布里加戴恩家的黑短髮女僕，15歲，目前為葛洛莉亞的隨從，職業為「刺客」。
戰鬥用的武器為雙持匕首，且擁有雷電般的攻擊速度，同時也擁有強大的感知能力，可以提前躲避危險。
在葛洛莉亞與軍場朝陽對決的時候，為了避免不必要的因素干擾，故獨自監視在觀眾席的軍場真夜以及姬爾瑪莉亞，使得真夜以及姬爾瑪莉亞無法暗中支援朝陽，但朝陽仍在沒有支援的情況下打敗了葛洛莉亞。

### 漆黑旅團
成員由男戰士、盜賊與女巫師三人所組成的小隊伍，三人的姓名不明。
為當初招募了蘇菲一起進入了寶藏所在的洞穴探險的團隊。
在藏寶的洞窟中遭遇巨大野生食人植物的攻擊，除了蘇菲被朝陽姊弟從食人植物中救出倖存外，其餘隊員全滅。

### 神劍巴爾蒙克隊
齊格弗利德（聲：內田雄馬）
「巨龍級」冒險者，冒險者隊伍「神劍巴爾蒙克」的隊長，28歲，職業為「屠龍者」。為了不讓自己的家族名字蒙羞，因此組隊踏上了討伐魔王的旅程，結果在踏上旅程不久就被姬爾瑪莉亞滅團，自此患上了「姬爾瑪莉亞恐懼症」，同時也變得自暴自棄，個性也變得自卑，其後更沉迷於飲酒和賭博將家財散盡，一切自暴自棄的所作所為都讓鎮上的人看不起。
雖然隊伍組成是工會認為進可攻退可守的完美組隊，但他本人與組隊中的成員之間關係很差，因此勸朝陽不要對組隊這件事抱有期待。
米莫薩（聲：宮世真理子）
擅長增益、減益、恢復魔法的魔法師。但據齊格所述生性貪玩，喜歡在有男陪侍的招待俱樂部內喝酒。在踏上旅程不久就被姬爾瑪莉亞滅團。
脩蘭（聲：杉山里穗）
精靈族遠程攻擊弓箭手。據齊格所述實際年齡高達150歲以上，總是以高姿態對齊格說教。在踏上旅程不久就被姬爾瑪莉亞滅團。
戈登
鎧甲防禦型坦克角色。因為時常戴著頭盔，據齊格所述他從來沒看過戈登的真面目，而且似乎有交流障礙，齊格在組隊期間一句話都沒跟他交談過。在踏上旅程不久就被姬爾瑪莉亞滅團。

### 魔族
艾絲梅拉露達
魔王六大將之一。職業為「魔王六將」。女性，實際年齡300歲以上，稱號「蒼海」。擅長使用水屬性魔法。化為人形時外觀是穿著白色連帽衫和黑色緊身褲，且有著銀色長髮、鰭狀耳朵和鰭狀尾巴。擁有變化成海龍的能力，且能控制海洋生物。生性內向，被姬爾瑪莉亞戲稱為「陰角（陰キャ）」。
因長期生活在海洋中，故無法適應陸地生活，在陸地上很難像人類一樣行走並會摔倒，且無法在陸地上用鰓正常呼吸。
伍德普斯
魔王六大將之一。職業為「魔王六將」。
蘇拉
魔王六大將之一。職業為「魔王六將」。本作一切的黑幕，20年前把魔王的靈魂傳送到地球的元兇。

### 王都神威啟示（エピファネイア）城的居民
塔妮亞（聲：土屋李央）
異世界凱薩里奧（シーザリオ）王國首都神威啟示（エピファネイア）城冒險者公會的接待員，15歲。
有些愛慕朝陽，所以會優先給他指派高等級的委託，對朝陽身邊的姬爾瑪莉亞有些反感。
洛伊（聲：木下鈴奈）
塔妮亞的弟弟，10歲。相當仰慕姊姊口中所說強大的冒險者軍場朝陽，希望有一天能當個跟他一樣強大的冒險者。

### 其他相關
冒險者等級
由公會認證的戰鬥實力強度參考，由強至弱區分為神（ゴッド）、巨龍（ドラゴン）、魔像（ゴーレム）、獸人（オーガ）、騎士（ナイト）、哥布林（ゴブリン）、兔子（ラビット）。
賽巴斯欽（聲：澤木郁也）
侍奉布里加戴恩家的男執事，55歲，職業為「管家」。戰鬥實力不差，冒險者等級為「巨龍」級。
使用的武器是鋼線，用於纏住獵物全身或者使用在陷阱戰術上。
非常反對葛洛莉亞捨棄自己大小姐的身分去當冒險家，但未能說服她，於是擅自僱用了一名冒險家刺客作為手段，試圖強行將她帶回家，但隨後被真夜在後方散發出的殺氣威壓震懾作罷。

## 出版書籍
| 卷數 | 小學館         | 小學館                 |
| 卷數 | 發售日期       | ISBN                   |
| ---- | -------------- | ---------------------- |
| 1    | 2020年7月10日  | ISBN 978-4-09-850192-2 |
| 2    | 2020年11月12日 | ISBN 978-4-09-850318-6 |
| 3    | 2021年3月12日  | ISBN 978-4-09-850466-4 |
| 4    | 2021年5月12日  | ISBN 978-4-09-850567-8 |
| 5    | 2021年8月12日  | ISBN 978-4-09-850681-1 |
| 6    | 2021年11月12日 | ISBN 978-4-09-850773-3 |
| 7    | 2022年3月11日  | ISBN 978-4-09-851019-1 |
| 8    | 2022年8月12日  | ISBN 978-4-09-851213-3 |
| 9    | 2023年1月12日  | ISBN 978-4-09-851526-4 |
| 10   | 2023年4月12日  | ISBN 978-4-09-852024-4 |
| 11   | 2023年6月12日  | ISBN 978-4-09-852093-0 |
| 12   | 2023年9月12日  | ISBN 978-4-09-852840-0 |

## 電視動畫

### 主題曲
片頭曲華麗ワンターン（第2話～第7話）
演唱：TrySail
作詞、作曲：德丸凌，編曲：ArmySlick、川島章裕
片頭曲Follow You!（第8話～第12話）
演唱：TrySail
作詞：大森祥子，作曲、編曲：敬也 (amazuti)
片尾曲無窮プラトニック
演唱：VALIS
作詞：ぽん，作曲、編曲：安宅秀紀
插曲メグリメグッテ
演唱：
作詞：藤原優樹，作曲、編曲：曾木琢磨

### 各話列表
| 話數     | 標題                   | 劇本     | 分鏡               | 演出 | 作畫監督 | 特效動畫作監 | 總作畫監督                   | 首播日期      |
| -------- | ---------------------- | -------- | ------------------ | --- | --- | ------------ | ---------------------------- | ------------- |
| 第一话   | 呼叫姐姐了嗎           | 香椎叶平 | 高木启明           | 高木启明 | 林信秀、宫田奈保美、山口光纪 | 新井淳       | 滨田悠示                     | 2023年 4月8日 |
| 第二话   | 叫我姐姐嗎             | 日暮茶坊 | 新子太一、         | 新子太一、 | 悲田院水脈、日根野优子、长田雄树、笛木优奈、杉本幸子、北条直明、佐藤哲也、长谷川圭、石井雫                                       | 新井淳       | 滨田悠示                     | 4月15日       |
| 第三话   | 我只需要真夜姐         | 日暮茶坊 | 阿部雄一           | 細谷秋夫 | 长田雄树、笛木优奈、西田正义、田边真穗、村田阳祐、叶川大、XV LAN、BAO GUANG ZU                                                   | -            | 滨田悠示                     | 4月22日       |
| 第四话   | 军场姐弟的居家大作战   |          | 竹澤清貴           | 竹澤清貴 | tofu、清水椋大、铃木莉乃、中川实、服部未梦、悬田扇子、西原千晶、竹内宽、远藤里兰、秦相子、森泉亚矢子、藤彩七、江島明里、川本和隆 | -            | 滨田悠示、林信秀             | 4月29日       |
| 第五话   | 军场姐弟的地下城大作战 | 香椎葉平 | 渡邊真沙弥         | 熨斗谷充孝 | Lee Jong Man、杉本幸子、北條直明、園田大勢、岩崎亮、鵜池一馬、關賢叔                                                             | -            | 濱田悠示、林信秀             | 5月6日        |
| 第六话   | 勇者大人與姐姐大人     | 木尾壽久 | 鐮仲史陽           | 鐮仲史陽 | 山口光紀、宮田奈保美、長田雄樹、金元會、石井祐美子、館崎大、笛木優奈、光之園動畫、Revival                                        | -            | 濱田悠示、林信秀             | 5月13日       |
| 第七话   | 某些姐弟們的肖像       | 木尾壽久 | 家村步             | 家村步 | 明光、鑫月、龍光、慧敏 | -            | 濱田悠示                     | 5月20日       |
| 第八话   | 我不會對女孩子揮舞劍 { |          | 四之宮春           | 木村佳嗣、新子太一 | 長田雄樹、臼田美夫、西川真人、鈴木雄大、藤田正幸、山口光紀、宮田奈保美、葉川大、mabus animation Ltd、Studio BUS、村田陽祐        | -            | 濱田悠示、林信秀             | 5月27日       |
| 第九话   | 作為姐姐耍帥           | 阿部雄一 | 阿部雄一           | tofu、上赤由香里、清水椋大、谷口繁則、土居惠梨子、服部未夢、山本道隆、細川茉奈、西原千晶、遠藤里蘭、江島明里、藤彩七、秦相子、森泉亞矢子、懸田扇子、竹內寬、川本和隆 | 濱田悠示 | -            | 6月3日                       |               |
| 第十话   | 我最棒的弟弟           | 香椎叶平 | 西田正义           | 渡邊真沙弥 | 滨田悠示、西田正义、铃木雄大、青木昭仁、山口光纪、岩崎夏奈、光之园动画                                                           | -            | 滨田悠示、室山祥子、村田阳祐 | 6月10日       |
| 第十一话 | 異世界的鯊魚           | 日暮茶坊 | 堀內勇冶           | 和泉志郎 | 西田正義、宮田奈保美、金元會、村田陽祐、青木昭仁、光之園動畫                                                                     | -            | 濱田悠示、林信秀、村田陽祐   | 6月17日       |
| 第十二话 | 永遠的姐姐             | 香椎葉平 | 高木啟明、竹澤清貴 | 高木啟明、竹澤清貴 | 笛木優奈、家村步、藤田正幸、西川真人、築山翔太、長田雄樹、柳昇希、李官雨、金慶鎬、朴在石、竹澤清貴、葉川大、光之園動畫           | -            | 濱田悠示                     | 6月24日       |

## 外部連結
- 小說連載網站 - 成為小說家吧 （日語）
- 漫畫連載網站 - Sunday Webry（日語）
- 電視動畫官方網站（日語）
- 電視動畫的X（前Twitter）（日語）